# Madagaszkári karvaly
A madagaszkári karvaly (Accipiter madagascariensis) a madarak (Aves) osztályának vágómadár-alakúak (Accipitriformes) rendjébe, ezen belül a vágómadárfélék (Accipitridae) családjába tartozó faj.

## Rendszerezése
A fajt Jules Verreaux francia ornitológus írta le 1833-ben, egyes helyeken tévesen Andrew Smith szerepel, mint a faj leíró 1834-ben.

## Előfordulása
Afrikában, Madagaszkár területén honos. Természetes élőhelyei a szubtrópusi és trópusi síkvidéki és hegyi esőerdők, lombhullató erdők, szavannák és cserjések, valamint tengerpartok. Állandó, nem vonuló faj.

## Megjelenése
Testhossza 42 centiméter, szárnyfesztávolsága 50-69 centiméter.

## Életmódja
Főleg kisebb madarakkal táplálkozik, de békákat, varangyokat és hüllőket is fogyaszt.

## Szaporodása
A fészkét magasan fákra készíti, tojásrakás novemberben történik, fészekalja átlag három tojásból áll.

## Természetvédelmi helyzete
Az elterjedési területe még nagy, de csökken, egyedszáma 3300-6700 példány közötti és szintén csökken. A fakitermelés és a mezőgazdaság veszélyezteti. A Természetvédelmi Világszövetség Vörös listáján mérsékelten fenyegetett fajként szerepel.